# Château de Bellefille
Le château de Bellefille est un château situé à Chemiré-le-Gaudin, dans le département français de la Sarthe. Il bénéficie d'une inscription au titre des monuments historiques.

## Description

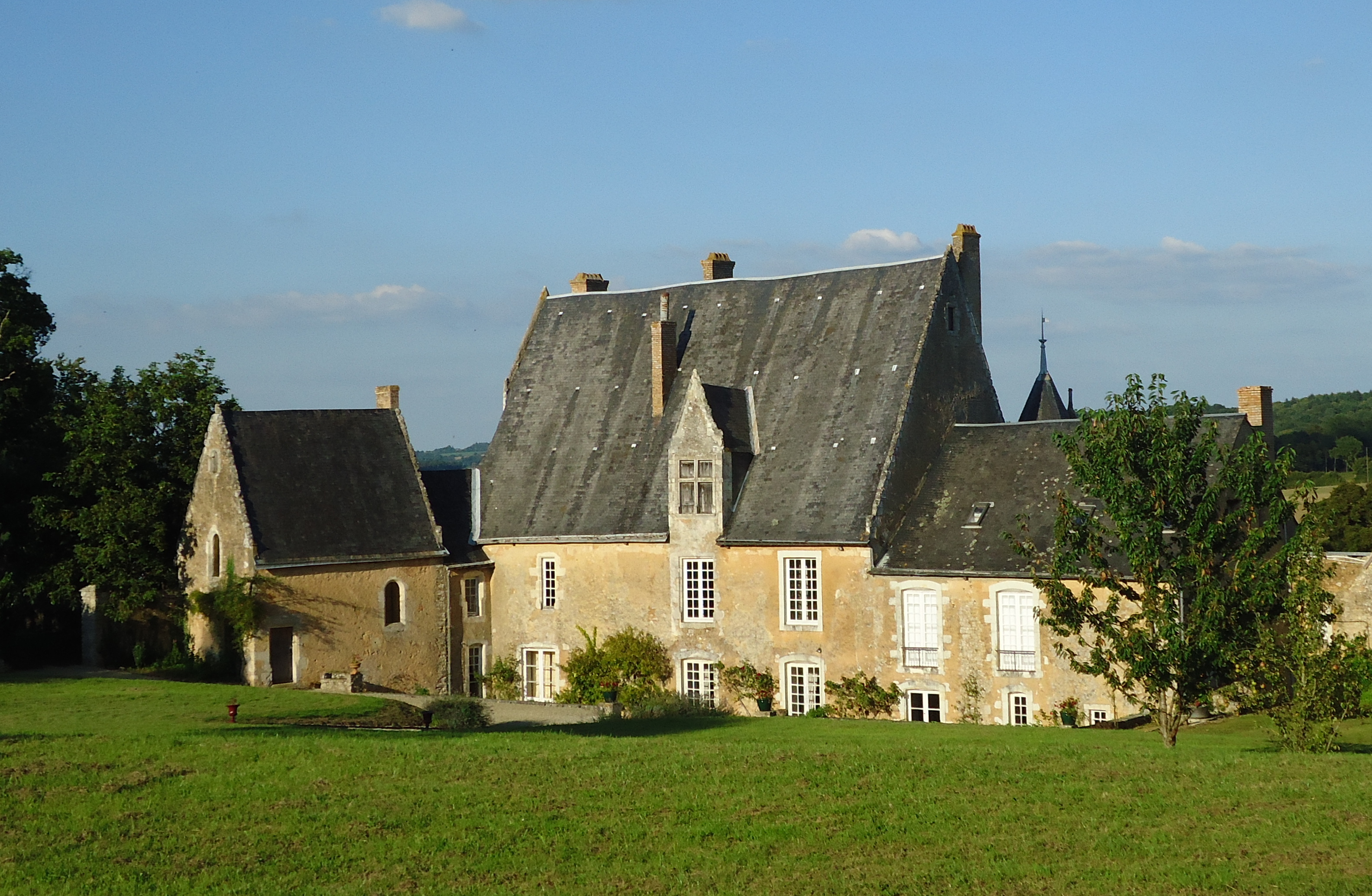
La façade ouest.
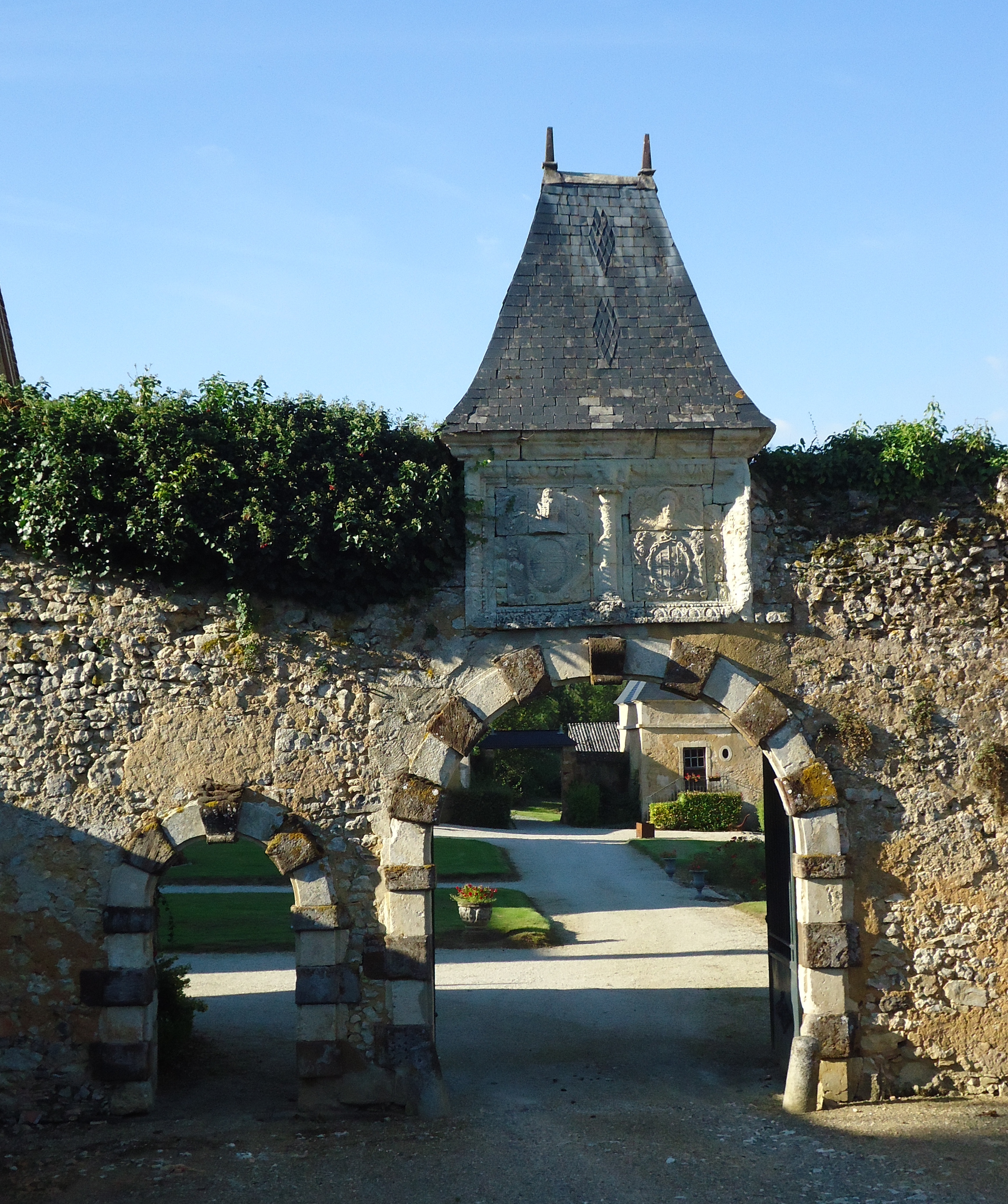
Le portail.
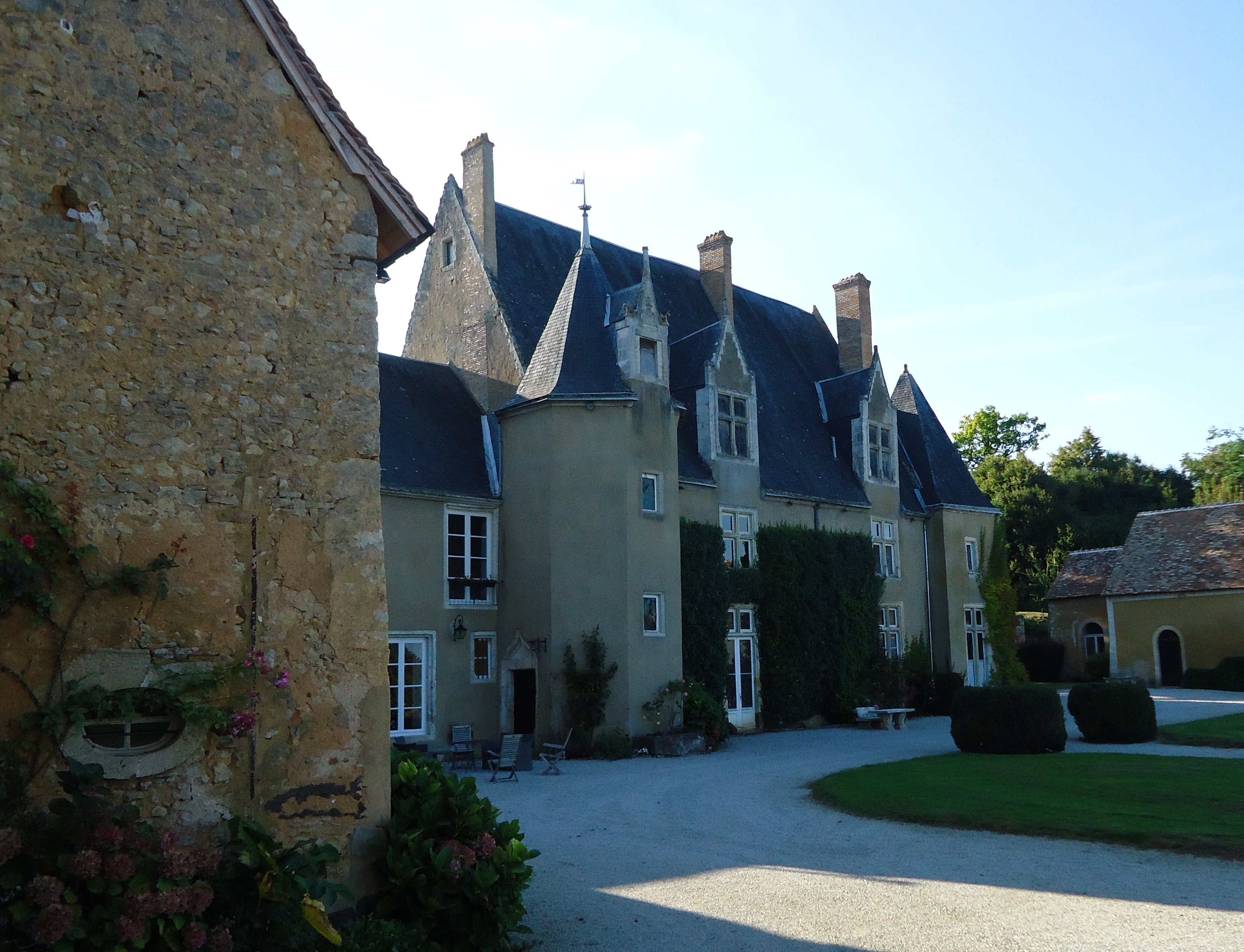
La façade est.

## Historique
Les façades et toitures du château et des communs, ainsi que le portail d'entrée et le pigeonnier du château sont inscrits au titre des monuments historiques le 11 avril 1973.
Dans la seconde moitié du XVIIIe siècle, le château était la propriété de Jacques-Nicolas Nepveu (dit "Nepveu de Bellefille"), et son frère le chanoine Nepveu de la Manouillère évoque ses séjours à Bellefille dans son journal.